# Aldo Parecchini
Aldo Parecchini (nascido em 21 de dezembro de 1950) é um ex-ciclista de estrada profissional italiano. Parecchini venceu a etapa 6 do Tour de France de 1976. Também participou na estrada individual nos Jogos Olímpicos de Munique 1972, competindo por Itália.

## Palmarès
1972
Milano - Busseto
1976
Tour de France:
Vencedor da etapa 6
1977
Pietra Ligure